# Men Rauch
Men Rauch (Scuol, Grisons, 29 de gener de 1888 – ibídem, 4 d'octubre de 1958) fou un enginyer, compositor i escriptor en romanx, d'estil popular. Fou un dels fundadors amb Peider Lansel de Lia Rumantscha/Ligia Romontscha, societat per a desenvolupar el conreu de la llengua romanx i demanar autonomia política per als pobles rètics.
Cultivà el teatre, la poesia, la narració breu i la biografia. Fundador, editor i redactor de la Gazetta Ladina (1922), passà (1939) a redactor literari del nou Fögl Ladin. A partir del 1951, animà una companyia de teatre ambulant. Entre les seves obres cal esmentar Il nar da Fallun (narració), Chanzuns umoristicas cun la guitarra, L'alba e la s-charbunada (narració en vers), Gian Travers e la chanzun da la guerra de Müsch, Il premi da la vita (teatre, en col·laboració amb Men Gaudenz), In bocca d'Iuf, Il Battaporta (poesia), Chanzuns per la guitarra.